# Cytherea (actriz porno)
Cytherea (Salt Lake City, Utah; 27 de septiembre de 1981) es el nombre artístico de Cassieardolla Elaine Story, una actriz pornográfica y modelo de glamour estadounidense.

## Biografía
Después de graduarse de la escuela secundaria, se mudó a Las Vegas, Nevada, puso en marcha su propio negocio porno amateur en una página de Yahoo! Groups.
Cassie cambió su nombre por el de Cytherea y se trasladó rápidamente en la corriente principal, del sector profesional de la pornografía. Su carrera profesional comenzó en 2003, con más de cien producciones.
Cassie Story tomó el seudónimo Cytherea de una de las variantes del nombre de Afrodita, la diosa griega del amor, la lujuria, la belleza y la reproducción.
Gran parte de su fama proviene de su capacidad de estimular su Punto G, y por su portentosa facilidad para eyacular chorros de líquido uretral por la vagina en pleno orgasmo (squirting en inglés) en las películas pornográficas.
También rodó probablemente su escena más hardcore cuando estaba embarazada de cuatro meses y medio. Su cuerpo ya se había transformado en el de una mujer embarazada. Con un nuevo corte de pelo, la barriga muy pronunciada, y en general mucho más robusta. En estas condiciones Cytherea no bajó del trono de Reina del "Squirting".
Cytherea también animó un programa de entrevistas en la radio con su exesposo Brian Kissinger en KSEX en Los Ángeles, California llamado Goddess of Gush. De acuerdo a su página web el programa fue cancelado en 2006. Junto, Cytherea y Kissinger formaron una compañía productora llamada Club Cytherea Productions, que ha producido películas como Female Ejaculation Nation, Meet The Fuckers y Star Whores.
Cytherea hizo su primera escena anal en la película Cytherea's Anal Whores en 2006.
Desde el 2007 vive en Branson, Misuri con su esposo y su hijo.

## Premios
- 2004 XRCO Award – Teen Cream Dream[5]
- 2005, Ganadora del Premio AVN a la mejor nueva actriz.
- 2012 XRCO Award – Nominated for Best Cumback[6]